# Australoxenella humptydooensis
Australoxenella humptydooensis är en skalbaggsart som beskrevs av Henry Fuller Howden och Ross Storey 1992. Australoxenella humptydooensis ingår i släktet Australoxenella och familjen Aphodiidae. Inga underarter finns listade.